# لیوپولیس (ویسکانسین)
لیوپولیس (به انگلیسی: Leopolis) یک منطقهٔ مسکونی در ایالات متحده آمریکا است که در شهرستان شاوانو، ویسکانسین واقع شده‌است. لیوپولیس ۸۷ نفر جمعیت دارد.